# Mar Roxas

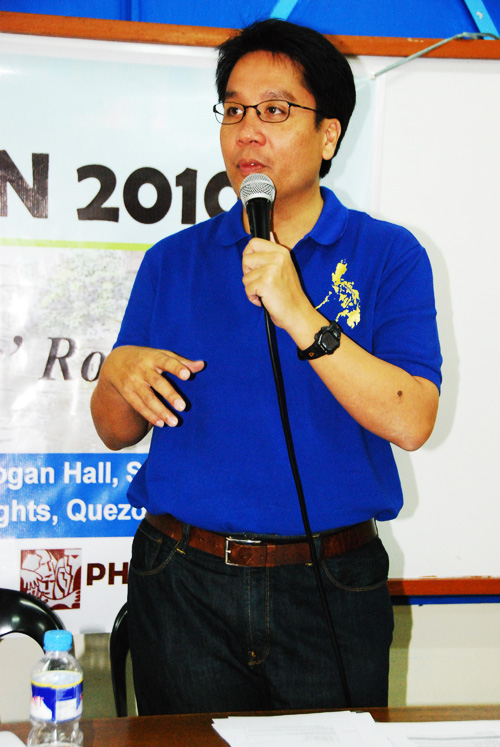
Mar Roxas (2009)

Manuel „Mar“ Araneta Roxas II (* 13. Mai 1957 in Manila) ist ein philippinischer Politiker der Liberalen Partei der Philippinen.

## Leben
Mar Roxas stammt aus einer einflussreichen Familie von Politikern. Sein Großvater Manuel Roxas war Gouverneur, Abgeordneter und von 1946 bis 1948 Präsident der Philippinen. Sein Vater Gerardo Roxas senior war ebenfalls Abgeordneter sowie Senator, während sein Bruder Gerardo Roxas junior von 1987 bis 1992 Abgeordneter war.
Nach dem Besuch der Grundschule sowie der High School der Ateneo de Manila University studierte er von 1974 bis 1979 Wirtschaftswissenschaften an der Wharton School der University of Pennsylvania.
Im Anschluss trat er in die Privatwirtschaft und war in den folgenden Jahren unter anderem Direktor der Kauswagan Development Corp., der Myapo Prawn Farm Corp., Vizepräsident der Progressive Development Corp. sowie Präsident der Northstar Capital Inc. und der Atok Big Wedge Mining Co. Darüber hinaus engagierte er sich in gesellschaftlichen und sozialen Organisationen und war Mitbegründer der Books for the Barangay Foundation Inc. sowie der Capiz Alliance for Ecological Development Inc.
1992 begann er als Mitglied der christdemokratisch ausgerichteten Partei Lakas CMD seine politische Laufbahn und wurde erstmals zum Abgeordneten des Repräsentantenhauses der Philippinen gewählt. Dort vertrat er nach seinen Wiederwahlen 1995 und 1998 die Interessen des 1. Wahlbezirks der Provinz Capiz bis 2001.
2001 wurde Mar Roxas von Präsidentin Gloria Macapagal-Arroyo zum Handels- und Industrieminister (Secretary of Trade and Industry) in deren Kabinett. Das Ministeramt bekleidete er bis Dezember 2003.
Im Anschluss kandidierte er für die LAKAS-CMD für ein Mandat im Senat und gehörte dem Senat nach seiner Wahl von 2004 bis 2010 an. Während seiner Mitgliedschaft im Senat war er Vorsitzender der Ausschüsse für Wirtschaft sowie für Handel und Industrie. Daneben war er Stellvertretender Vorsitzender des Ausschusses für öffentliche Arbeiten sowie Mitglied mehrerer weiterer Ausschüsse.
Nach der Ankündigung von Benigno Aquino III. bei der Präsidentschaftswahl 2010 zu kandidieren, zog er seine zuvor angekündigte Kandidatur zurück und wurde stattdessen Vizepräsidentschaftskandidat Aquinos („running-mate“) für die Partido Liberal.
Bei den Wahlen vom 10. Mai 2010 unterlag Roxas jedoch dem Vizepräsidentschaftskandidaten der Partido Demokratiko Pilipino-Lakas ng Bayan Jejomar Binay mit 39,6 % gegen 41,7 %.
Von 2012 bis 2015 war er philippinischer Innenminister. Bei der Präsidentschaftswahl auf den Philippinen 2016 bewarb er sich um das Amt des Staatspräsidenten. Mit 23,5 % wurde er Zweiter hinter dem Sieger Rodrigo Duterte und zog sich danach aus der Politik zurück. Ein Comeback-Versuch bei der Wahl zum Senat der Philippinen 2019 misslang. Roxas erhielt nur 20,8 % der Stimmen und wurde damit nicht gewählt.